# 7,5 × 54 mm
Die Patrone 7,5 × 54 mm war mehrere Jahrzehnte lang die Standard-Gewehrmunition der französischen Streitkräfte. Sie entstand nach dem Ersten Weltkrieg und war als längst überfälliger Ersatz für die veraltete Randpatrone 8 mm Lebel gedacht.

## Entwicklung

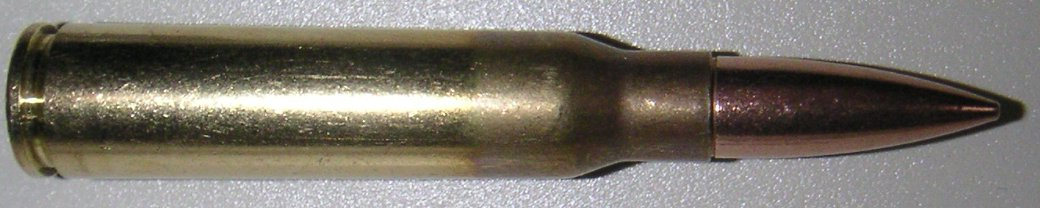
Patrone 7,5 × 54 mm

Der ursprüngliche Entwurf Modèle 1924 besaß eine randlose Hülse von 58 mm Länge. Diese Version bewährte sich jedoch nicht. Die Munition ließ sich in Maschinengewehren nicht zuverlässig zuführen, hinzu kam der Umstand, dass sie der deutschen Patrone 7,92 × 57 mm Mauser sehr ähnlich sah. Jene Munition war noch reichlich in Beutebeständen vorhanden, was zu folgenschweren Verwechslungen führte: die falsche Munition konnte Läufe bersten lassen. Mit der verkürzten Version Modèle 1929 mit größerem Hülsenbodendurchmesser ließen sich beide Probleme lösen. Frankreich hielt noch bis in die 1980er-Jahre an der Patrone fest, erst danach wurden auch dort NATO-Kaliber eingeführt.

## Waffen
- Maschinengewehre MAC-24/29, MAC-31, MAC-34, Darne, AA-52*
- Mehrladegewehr MAS-36
- Selbstladegewehr MAS-49
- Scharfschützengewehr FR F1, später auf 7,62 × 51 mm NATO umgerüstet

## Andere Bezeichnungen
- 7,5 mm MAS
- 7,5 mm French (Service)
- 7,5 mm M1929